# Sân bay Westray
Sân bay Westray (IATA: WRY, ICAO: EGEW) là một sân bay tại Aikiness, trên Westray trong các đảo Orkney, Scotland. Nó được biết đến là một trong hai sân bay được tham gia bởi chuyến bay theo lịch trình ngắn nhất trên thế giới, một chặng của dịch vụ liên đảo của Loganair, sân bay Papa Westray. Khoảng cách là 2,8 km và thời gian bay theo lịch trình, bao gồm cả thời gian đi trên đường lăn, là hai phút. Cũng như các chuyến bay của Papa Westray, với tuyến bay đi đến thị trấn chính Kirkwall của Orkney được cung cấp.
Sân bay Westray có CAA Giấy phép thông thường (Số P539) cho phép các chuyến bay vận chuyển hành khách công cộng hoặc hướng dẫn bay theo ủy quyền của người được cấp phép (Hội đồng quần đảo Orkney). Sân bay không được cấp phép sử dụng vào ban đêm.
Sân bay Westray có một đường băng thương mại ngắn nhất thế giới với đường băng 01/19 có khoảng cách LDA được tuyên bố chỉ là 234m.

## Hãng hành không và lộ trình
| Hãng hàng không | Các điểm đến           |
| --------------- | ---------------------- |
| Loganair        | Kirkwall, Papa Westray |